# كلارنس دبليو. بلونت
كلارنس دبليو. بلونت (بالإنجليزية: Clarence W. Blount)‏ هو سياسي أمريكي، ولد في 20 أبريل 1921 في كارولاينا الشمالية في الولايات المتحدة، وتوفي في 12 أبريل 2003 في بالتيمور في الولايات المتحدة. حزبياً، نشط في الحزب الديمقراطي.